# Pyrausta kosemponalis
Pyrausta kosemponalis là một loài bướm đêm trong họ Crambidae.